# Гастингс, Мария, 4-я баронесса Хангерфорд
Мария Гастингс (урождённая Хангерфорд) (англ. Mary Hastings; 26 ноября 1466 — до 10 июля 1533) — английская аристократка, 4-я баронесса Хангерфорд и 5-я баронесса Ботро в своём праве (suo jure), жена Эдуарда Гастингса, 2-го барона Гастингса из Эшби де Ла Зуш.

## Биография
Мария была дочерью сэра Томаса Хангерфорда и Анны Перси. Её отец и дед, 3-й барон Хангерфорд, были казнены (в 1464 и 1469 годах соответственно) как рьяные сторонники Ланкастерской династии, потерпевшей временное поражение в войнах Алой и Белой розы. Их земли и титул были конфискованы.
В 1475 году Мария вышла замуж за Эдуарда Гастингса (с 1483 года 2-го барона Гастингса из Эшби де Ла Зуш). В 1478 году, после смерти своей прабабки по отцу, она стала 5-й баронессой Ботро в своём праве (suo jure). В 1485 году Йорки были свергнуты Генрихом VII Тюдором, потомком побочной ветви Ланкастеров, который возродил баронию Хангерфорд. 7 ноября того же года Мария стала 4-й баронессой. В браке с Гастингсом она родила двух сыновей и дочь — Джорджа, 1-го графа Хантингдона, Уильяма и Анну, жену Томаса Стэнли, 2-го графа Дерби. В 1506 году Мария овдовела. В 1509 году она вступила во второй брак, с сэром Ричардом Сашевереллем, который остался бездетным.